# Umeda jezik
Umeda jezik (ISO 639-3: upi), jezik porodice border, kojim govori 290 ljudi (2003 SIL) u Papua novogvinejskoj provinciji Sandaun, u distriktu Amanda, južno od Imonde.
pripadnici etničke grupe (pleme Umeda) ima samo jedno selo, u kojem govore svoj vlastiti jezik koji pripadada podskupini bewani. Prema ranijoj klasifikaciji umeda je kao predsvnik skupine border pripadao transnovogvinejskoj porodici
.

## Vanjske poveznice
- Ethnologue (14th)
- Ethnologue (15th)